# Gierman Kontojew
Gierman Stiepanowicz Kontojew (biał. Герман Сцяпанавіч Кантоеў, ros. Герман Степанович Контоев; ur. 27 listopada 1971) – rosyjski, a od 1995 roku białoruski zapaśnik walczący w stylu wolnym. Dwukrotny olimpijczyk. Czwarty w Sydney 2000 i piętnasty w Atenach 2004. Walczył w kategorii 54–55 kg.
Mistrz świata w 2001. Wicemistrz Europy w 1998. Akademicki wicemistrz świata w 1996. Drugi na igrzyskach Bałtyckich w 1997. Drugi w Pucharze Świata w 1993 roku.